# Безруких, Павел Викторович
Па́вел Ви́кторович Безру́ких (21 июня 1987, Богучаны, Красноярский край) — российский волейболист, центральный блокирующий. Выступал за красноярский «Енисей» и «Локомотив-Изумруд» из Екатеринбурга. Официально о завершении карьеры не объявлял, однако фактически перестал играть на профессиональном уровне в 2018 году.

## Биография

### Ранние годы и старт карьеры в «Енисее»
В детстве занимался русскими народными танцами и баскетболом. Затем перешёл в секцию волейбола. После окончания школы не планировал уходить в профессиональный спорт, поэтому переехал в Красноярск и поступил на физический факультет Красноярского государственного университета.
Будучи игроком студенческой команды, попал в поле зрения тренеров «Дорожника». С 2010 года играл на профессиональном уровне. Стал одним из творцов выхода команды, которая уже именовалась «Енисеем», в Суперлигу.

### В «Локомотив-Изумруде»
После сезона 2016/2017 годов руководство «Енисея» сообщило, что не планирует продлевать контракт с Безруких. Волейболист провёл предсезонные сборы с «Локомотив-Изумрудом» и сыграл несколько матчей за свою новую команду. Однако спустя несколько месяцев «Енисей» принял решение вернуть Безруких — причиной тому стала травма блокирующего Дмитрия Жука. При этом Павел уже перевёз всю семью в Екатеринбург.

### Травма и завершение карьеры
В ноябре 2017 года получил серьёзную травму в матче с московским «Динамо» — отрыв крестообразной связки колена. После восстановления фактически завершил профессиональную карьеру.
Работает тренером студенческой волейбольной команды в Сибирском федеральном университете. Активно занимается развитием любительского волейбола в Красноярске, победитель и призёр местных соревнований.

## Личная жизнь
Женат, воспитывает сына Василия и дочь Анну.